# Apátfalva
Apátfalva es un pueblo húngaro perteneciente al distrito de Makó en el condado de Csongrád, con una población en 2012 de 2941 habitantes.
Recibe su nombre del abad del monasterio de Csanád, al cual pertenecían las tierras del pueblo. Se conoce su existencia desde 1334, cuando se menciona con el nombre de "Pothfalua". En mayo de 1514 fue escenario de una batalla en la cual György Dózsa fue derrotado. La localidad original fue destruida por los turcos en el siglo XVI y la actual Apátfalva fue reconstruida y repoblada desde 1753. Entre 1950 y 1954 estuvo fusionado con la vecina localidad de Magyarcsanád, formando en conjunto una localidad llamada "Csanád".
Se ubica sobre la carretera 43 en la periferia suroriental de la capital distrital Makó, junto a la frontera con Rumania marcada por el río Mureș. Al otro lado del río se ubica próxima la ciudad rumana de Sânnicolau Mare.